# Autariaten
|  | Dieser Artikel oder Abschnitt wurde wegen inhaltlicher Mängel auf der Qualitätssicherungsseite der Redaktion Geschichte eingetragen (dort auch Hinweise zur Abarbeitung dieses Wartungsbausteins). Dies geschieht, um die Qualität der Artikel im Themengebiet Geschichte auf ein akzeptables Niveau zu bringen. Dabei werden Artikel gelöscht, die nicht signifikant verbessert werden können. Bitte hilf mit, die Mängel dieses Artikels zu beseitigen, und beteilige dich bitte an der Diskussion! |

Die Autariaten waren einer der größten illyrischen Stämme. Sie siedelten nordöstlich der Prokletije, im heutigen Grenzgebiet zwischen Bosnien, Serbien, Kosovo und Montenegro.
Die Führerklasse der Autariaten hinterließ große Hügelgräber, welche im 5. Jahrhundert v. Chr. entstanden.
Seit dem Ende des 6. Jahrhunderts v. Chr. formten die Autariaten eine politische Einheit. Sie dehnten sich östlich in triballisches Territorium aus und verdrängten die Triballer bis an das südliche Ufer der Donau. Zudem drangen sie nach Süden vor und besiegten ihre Rivalen, die Ardianen und annektierten deren Weiden und Salzquellen. Diese wanderten daraufhin nach Süden zur Adria ab. Infolge ihrer Expansion erreichten die Autariaten eine hegemonische Kontrolle über das Innere der Balkanhalbinsel. 
Der römische Geschichtsschreiber Appian schrieb, dass die Ardianen geschwächt wurden, da ihnen, im Gegensatz zu den Autariaten, keine Flotte zur Verfügung stand.